# La febbre dell'oro
La febbre dell'oro (The Gold Rush) è un film muto scritto, diretto, interpretato, prodotto e musicato da Charlie Chaplin; fu proiettato la prima volta il 26 giugno 1925. Il film fu la prima delle sue pellicole mute che Chaplin rivisitò per adeguarla al nuovo pubblico del sonoro aggiungendovi, per la riedizione del 1942, una traccia orchestrale e sostituendo gli intertitoli con un commento sonoro con la propria voce, tagliando le didascalie ed il finale della versione precedente.

## Trama

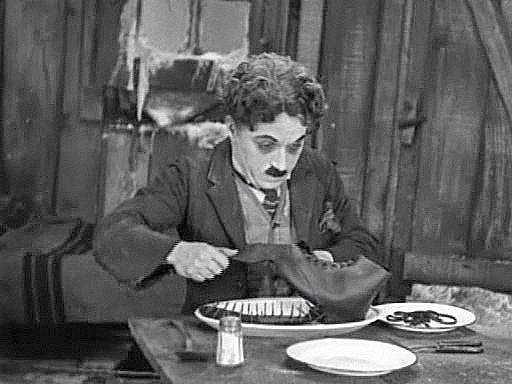
La scena della scarpa cucinata

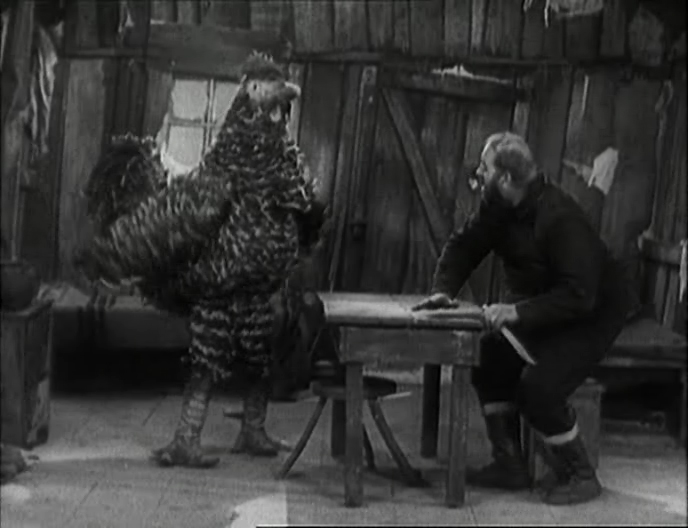
Giacomone vede l'omino come un grosso pollo

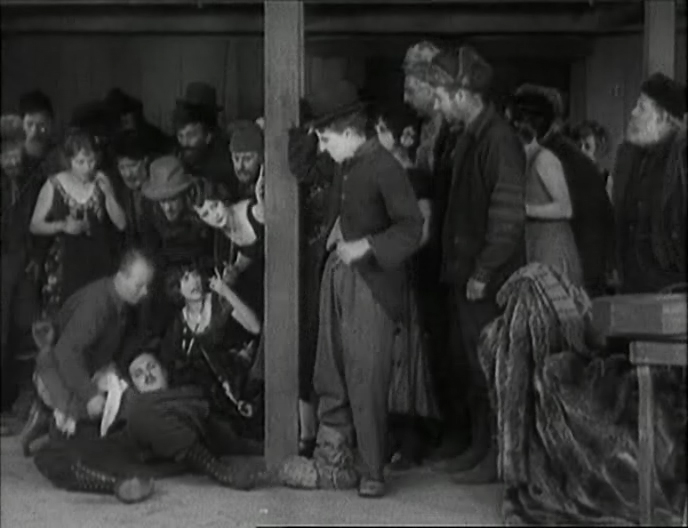
L'omino riesce ad avere la meglio su Jack

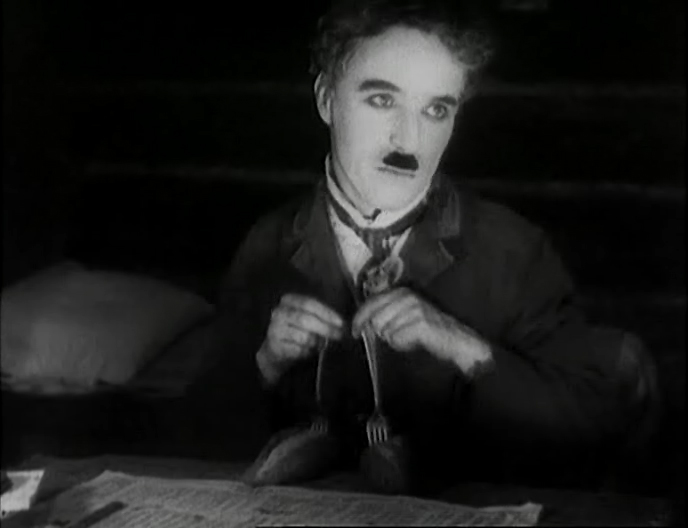
La danza con i panini

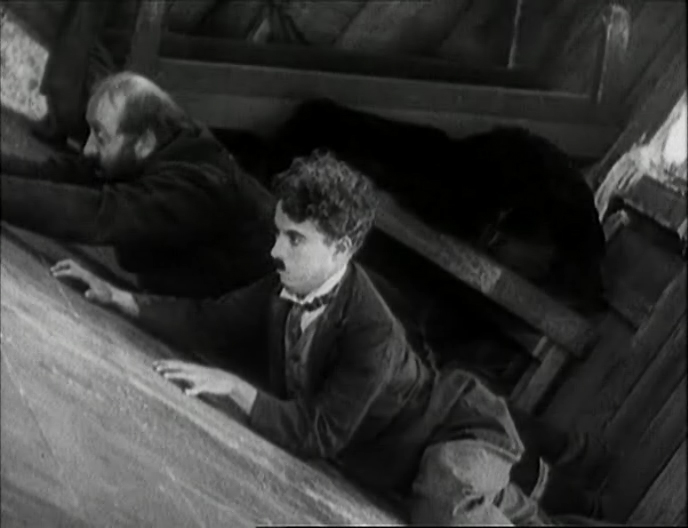
La scena in cui i due cercano di uscire dalla capanna che scivola lentamente verso l'abisso

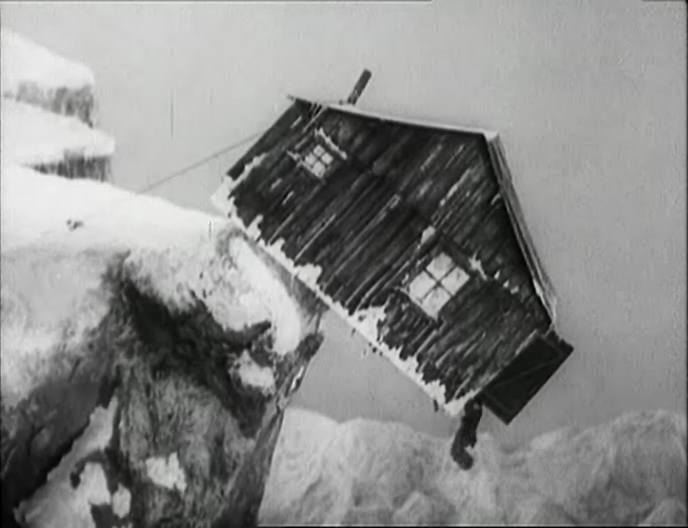
La capanna ricreata con un modellino

Il vagabondo, ingenuo e tenero cercatore solitario, sfida le avversità del rigido freddo del nord e incontra il rude mondo dei cercatori d'oro, animato dalla febbre di rivalsa che lo accomuna nell'impresa agli avventurieri, ai derelitti, ai fuggiaschi, alle donne che popolano questo universo selvaggio.
Il vagabondo combatte contro il vento per la sua salvezza, che lo spinge a cercare riparo nella capanna solitaria dove anche Black Larsen, in fuga dalla legge, si è stabilito. Questi lo accoglie male e vorrebbe ricacciarlo, se non fosse per l'intervento di soccorso di Giacomone: mentre un'enorme pepita d'oro gli stava rivelando la posizione di un giacimento e non riuscendo a stabilirne la proprietà, viene anch'egli travolto dal vento e sballottato fin dentro la baracca. Una lotta tra i due energumeni sancisce la supremazia di Giacomone sui compagni.
La fame, gli stenti, il vento che non accenna a placarsi convincono i tre a tentare un'uscita forzata in cerca di viveri. Tocca in sorte a Black Larsen di avventurarsi tra i ghiacci per dirigersi verso il villaggio minerario. Egli però si imbatte negli uomini della legge sulle sue tracce, li elimina e si impossessa dei loro viveri.
Intanto, nella baracca, si banchetta con una scarpa del vagabondo, ma poco dopo i morsi terribili della fame travolgono la ragione di Giacomone che crede che il suo compagno si sia trasformato in pollo. Charlot è terrorizzato dalla prospettiva di finire in padella, ma la visita inaspettata di un orso e la sua cattura interrompono il digiuno e la convivenza forzata, dato che ora ognuno riguadagnerà la propria strada in cerca di fortuna.
Giacomone scopre che Larsen ha trovato il suo giacimento e sta cercando di impossessarsene. Ne nasce una breve lotta, dove Giacomone riceve una botta da Larsen e cade a terra frastornato. In seguito, lo stesso Larsen precipita in un burrone per il distacco di uno spuntone di montagna e muore. Intanto il vagabondo giunge al villaggio minerario dove c'è un tabarin, luogo di ritrovo locale dove si balla, si beve e si canta. Qui conosce e si invaghisce di Giorgia, una delle soubrette. Disavventure e disillusioni amorose con Giorgia, che si beffa di lui per ingelosire il prepotente Jack, affliggono intanto il vagabondo. Dopo qualche giro di valzer con Giorgia, il vagabondo finisce per capitombolare a terra trascinato da un cane, del quale aveva inavvertitamente legato il guinzaglio alla sua cintura. Alla fine del ballo Giorgia gli dà un fiore, per far ingelosire Jack che guarda infastidito. Quando Jack tenta di inseguirla l'omino si frappone, iniziando una lite: Jack, che è molto più alto e robusto di lui, gli chiude la vista infilandogli il berretto sugli occhi, allora Charlot lancia un colpo alla cieca che prende un pilastro di legno; nel frattempo dal ballatoio del piano di sopra si stacca un orologio che colpisce in testa Jack, che crolla a terra svenuto. Quando l'omino si risistema e vede l'avversario in terra pensa che sia stato per causa sua, e, sorpreso dalle proprie capacità insospettate, se ne va orgoglioso dal locale.
Nel villaggio il vagabondo si finge svenuto per ricevere assistenza nella capanna dell'ingegnere minerario Curtis, ben dotata di cibo. Quando Curtis parte con un socio per una lunga spedizione l'omino viene incaricato di badare alla capanna in sua assenza. Un giorno Giorgia e le sue amiche stanno giocando nella neve quando si ritrovano attorno alla capanna di Curtis. Qui incontra di nuovo Charlot, che al colmo di gioia le invita a accomodarsi. Sotto il cuscino del suo letto essa trova conservato il suo fiore e una foto strappata che lei aveva gettato durante una lite con Jack. Allora con le sue amiche decidono di gabbarsi di lui, vezzeggiandolo in modo civettuolo. Un fiammifero caduto sulla scarpa di tela dell'omino genera un piccolo incendio che rompe l'idillio del gioco, e, risolto l'incidente, le ragazze se ne vanno con la promessa di tornare a cena per l'ultimo dell'anno, ridendo tra di loro. L'omino però è al colmo di gioia e si mette a fare le capriole nella stanza della casetta, festeggiando tra una cascata di piume da un cuscino rotto. Giorgia però si è dimenticata i guanti e tornando lo vede euforico e poi imbarazzato, rimanendo colpita dagli effetti del suo scherzo.
Intanto l'omino nei giorni seguenti si guadagna qualche soldo spalando la neve, buttandola davanti alle case vicine per poi farsi pagare anche dai vicini, fino a quando non accumula la neve per sbaglio davanti alla prigione.
La notte di capodanno c'è una grande festa al Tabarin. In casa sua però l'omino attende le ospiti preparando una cena e una tavola imbandita a meraviglia. Naturalmente non viene nessuno e lui si addormenta sognando l'arrivo delle ragazze, per le quali fa la famosissima danza con le forchette e i panini. Si sveglia molto più tardi, quando la festa al locale ancora prosegue. Mentre lui si avvicina a spiare gli altri dalla finestra, Giorgia si ricorda improvvisamente di lui e con le amiche e Jack decide di andare a trovarlo per ridere un po' alle sue spalle. Mandano avanti Giorgia, con l'intenzione di arrivare poi tutti insieme e spaventarlo. Ma quando Giorgia entra e vede la tavola imbandita e i regali per loro viene presa dal rimorso, acuito dalla volgarità di Jack che cerca di baciarla controvoglia.
Anche Giacomone è giunto al villaggio. Pur in stato di amnesia, e avendo perso la memoria, si ricorda del vagabondo e del fatto che era stato con lui nella baracca. Lo coinvolge allora nella ricerca del rifugio che li aveva ospitati in precedenza, vicino a dove si trova il suo giacimento d'oro. Nel frattempo al locale da ballo, Giorgia manda un biglietto riconciliatorio a Jack, ma questi, burlandosi della situazione, fa in modo che venga mandato a Charlot, il quale stupefatto dalla lettera amorosa, corre a dichiararsi a Giorgia, ma Giacomone lo trascina via per andare a recuperare il suo giacimento.
La coppia si mette allora in marcia verso la vecchia capanna, dove arrivano in nottata. Preparandosi con una mappa per trovare la miniera il giorno successivo vanno a letto, ma nella notte una bufera di neve sposta la loro capanna, portandola in bilico sull'orlo di un precipizio. All'alba il vagabondo si sveglia, inconsapevole di quello che è successo la notte e camminando avanti e indietro la baracca inizia a inclinarsi: prima sembra un nonnulla, anche per gli effetti del liquore bevuto la notte prima, poi sempre più forte finché non si sveglia anche Giacomone, che sospetta subito un problema più grave, mentre l'omino continua ad attribuire il rumore del pavimento ai borbottii della sua pancia vuota. Si accorgono dell'accaduto quando è ormai troppo tardi e restano attaccati in bilico solo grazie a una corda miracolosamente agganciata ad alcune rocce. Riusciranno a scappare appena in tempo prima che tutto precipiti nel burrone.
La sorte però si mostra finalmente benigna con i due cercatori rivelando loro proprio la miniera agognata.
Il vagabondo e Giacomone, ormai diventati milionari, si imbarcano sul piroscafo che li riporterà in patria. Qui la stampa li intervista e fotografa, chiedendo al vagabondo di posare nei suoi abiti da cercatore per far apparire la storia più vera sui giornali. Giorgia è anche lei sul piroscafo senza sapere della presenza del vagabondo, né tantomeno che sia diventato milionario, e sente parlare da un ufficiale di un clandestino. Quando il vagabondo inciampa e precipita coi suoi vecchi abiti vicino a lei, essa lo protegge dai marinai credendolo il clandestino e si offre di pagare il suo biglietto: ma lui non è più un vagabondo e gli ufficiali al corrente della sua fortuna, lo fanno vivacemente presente proprio davanti a Giorgia che resta colpita. Interrogato dalla stampa sulle generalità della ragazza, Charlot sussurra che si tratta di sua moglie e insieme salgono per farsi immortalare insieme dai giornalisti, il tutto mentre la neo-coppia si bacia appassionatamente.

## Produzione

### L'idea del soggetto

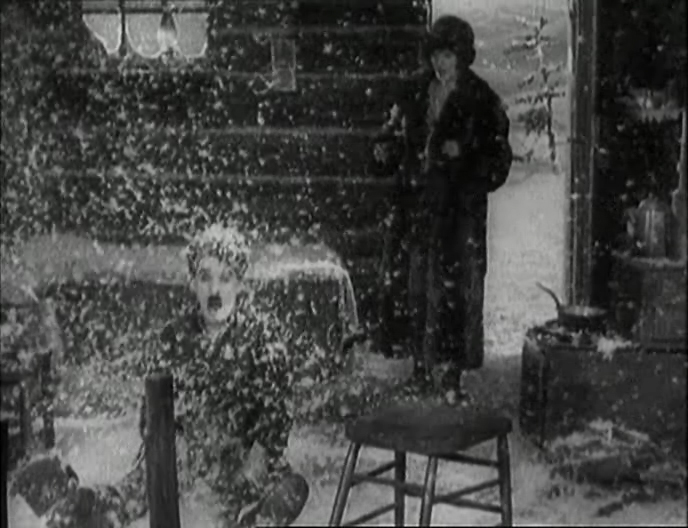
L'omino esprime la sua felicità mettendo a soqquadro la stanza, pensando di non essere visto...

Ospite in casa degli amici Douglas Fairbanks e Mary Pickford, Chaplin ebbe modo di assistere alla proiezione di alcune diapositive rimanendo colpito da una in particolare, ritraente un gruppo di cercatori che, nel 1898, all'epoca della corsa all'oro del Klondike (tra il Canada occidentale e l'Alaska), in una lunga fila cercava di scalare la montagna del Chilkoot Pass, porta d'accesso ai giacimenti. Inoltre si entusiasmò alla lettura di un libro sulle vicissitudini di un gruppo di emigranti diretti in California che nel 1845 rimase bloccato tra i ghiacci della Sierra Nevada e che per sopravvivere, in attesa dei soccorsi, si ridusse a cibarsi dei cani, dei finimenti di cuoio del vestiario nonché dei cadaveri dei compagni deceduti.
L'immaginazione di Chaplin si accese della scintilla del genio e fece di questa materia il soggetto per il suo nuovo film, a due soli mesi dalla prima proiezione del precedente La donna di Parigi. Convinto di quanto labile potesse essere il confine tra tragedia e comicità, collocò il personaggio del vagabondo nel rude universo dei cercatori, facendogli condividere tutti i rischi del freddo, dell'inedia, della solitudine, compresi gli agguati di orsi.

### Lavoro e vita privata
Chaplin generalmente si sforzava di tenere distinto il lavoro dalla sua vita privata, ma durante questa produzione tutto si mescolò tristemente. Alle selezioni per la nuova prima attrice che avrebbe sostituito Edna Purviance, oramai avviata sul viale del tramonto, si presentò anche la sedicenne Lillita MacMurray già interprete dodicenne dell'angelo ne Il monello. Fu scritturata col nome d'arte di Lita Grey e in breve intrecciò una relazione col protagonista. A sei mesi dall'inizio della lavorazione del film, Lita rimase incinta di Chaplin il quale, per evitare lo scandalo, si trovò costretto a sposarla, cacciandosi in una relazione che, nonostante i due figli, Charles Jr. e Sidney, gli riservò molti dispiaceri per parecchi anni.

### La lavorazione
La prima ripercussione tecnica fu la forzata ricerca di una nuova interprete che fu individuata in Georgia Hale, ventenne reginetta di bellezza. Questo imprevisto e le tribolazioni domestiche costarono a Chaplin quasi diciotto mesi di improduttività. Dopodiché ricostruì la scena iniziale del valico del passo alpino presso una località montana della Sierra Nevada ingaggiando circa 600 tra vagabondi e derelitti quali comparse. Negli studi di Hollywood i suoi collaboratori riprodussero magnificamente un ambiente montano in miniatura impiegando quantità enormi di legname, sale, gesso e farina col risultato di farne involontariamente un'attrattiva turistica visibile a chilometri di distanza dagli assolati studios californiani.

## Riferimenti
La scena della baita di montagna è stata con qualche modifica riproposta dal regista Osvaldo Civirani nel film del 1971 I due pezzi da 90 con Franco e Ciccio.
Nel film L'ordine del tempo (2023) i protagonisti guardano in tv, ridendo sonoramente, la scena dello scarpone cucinato.

## Versioni e restauri
In occasione del centesimo anniversario de La febbre dell'oro, il preferito dallo stesso Chaplin tra i suoi film, la rivista Positif dedica due pagine alle versioni e ai restauri avuti nel corso del tempo dalla pellicola, a firma di Francis Bordat. L'ultimo restauro dell'opera, iniziato nel 1993, è depositato alla Cineteca di Bologna. Tale versione è quella dell'edizione originale del 1925, dopo essere stata scartata quella fatta dallo stesso Chaplin nel 1942. In quest'ultima erano stati aggiunti la voce fuori campo e la musica, oltre ad alcune varianti che, come è scritto nell'articolo, erano collegate all'attualità più che alla fedeltà all'originale, il tutto per stare al passo con la totale affermazione del sonoro e quindi con l'industria cinematografica.

## Riconoscimenti
- 1943 – Premio Oscar
  - Candidatura per il miglior sonoro a James L. Fields
  - Candidatura per la miglior colonna sonora a Max Terr

Nel 1992 è stato scelto per la conservazione nel National Film Registry della Biblioteca del Congresso degli Stati Uniti.
Nel 1998 l'American Film Institute l'ha inserito al settantaquattresimo posto della classifica dei migliori cento film statunitensi di tutti i tempi, mentre dieci anni dopo, nella lista aggiornata, è salito al cinquantottesimo posto; nel 2000 sempre l'American Film Institute lo ha inserito al venticinquesimo posto nella lista delle migliori cento commedie americane.